# Mompha confusella
Mompha confusella ist ein Schmetterling (Nachtfalter) aus der Familie der Fransenmotten (Momphidae).

## Merkmale
Die Falter erreichen eine Flügelspannweite von 11 bis 13 Millimeter. Die Vorderflügel sind gestreckter als bei M. divisella. Sie sind etwa 4,9- bis 5,2-mal länger als breit und der weißliche Bereich an der Basis des Flügelinnenrandes ist stark mit bräunlich grauen Schuppen gesprenkelt.
Bei den Männchen ist der Cucullus schlank und hat eine abgerundete Spitze. Subapikal ist er leicht gebogen. Der Sacculus ist kürzer als der Cucullus. Er ist an der Basis breit und verjüngt sich abrupt zu einer stark nach außen gebogenen Spitze. Der Gnathos ist groß und nahezu dreieckig. Der Aedeagus ist mit drei unterschiedlich langen Cornuti versehen. Der linke Cornutus ist der kürzeste, er ist gegabelt und mit winzigen Nadeln versehen. Der mittlere Cornutus ist ebenfalls gegabelt. Der rechte Cornutus ist schlank, hat eine scharfe Spitze und ist am längsten. Die stark nach außen gebogene Spitze des Sacculus, der große dreieckige Gnathos und die Form der Cornuti sind für die Art charakteristisch.
Bei den Weibchen ist das 8. Tergit etwas breiter als lang und vorn abgerundet. Hinten befindet sich ein V-förmiger nicht sklerotisierter Bereich. Der Sinus vaginalis ist breit, becherförmig und breiter als der Ductus bursae an der breitesten Stelle. Die Einmündung des Ductus seminalis ist schlüssellochförmig.

### Ähnliche Arten
Mompha confusella kann von der ähnlichen Art Mompha divisella nur durch eine Genitaluntersuchung unterschieden werden.

## Verbreitung
Die Art ist in Mittel- und Südosteuropa beheimatet. Im Osten reicht das Verbreitungsgebiet bis Transkaukasien. Nach Fauna Europaea kommt Mompha confusella in Europa in Österreich, Ungarn, Tschechien, der Slowakei, der Ukraine und in Russland vor.

## Biologie
Die Raupen entwickeln sich an Zottigem Weidenröschen (Epilobium hirsutum) und Schmalblättrigem Weidenröschen (Chamaenerion angustifolium). Es wird vermutet, dass es durch die Fraßtätigkeit der Raupen zur Bildung von Pflanzengallen kommt.